# Raoul Frank
Raoul Frank (* 1. Mai 1867 in Linz; † 13. Januar 1939 in Oberalm bei Salzburg) war ein österreichischer Landschaftsmaler.

## Leben
Frank studierte Malerei in Graz, Berlin, London und in den Jahren von 1891 bis 1894 bei Gustav Schönleber an der Akademie in Karlsruhe. Später lebte er überwiegend in München, Habsburger Straße 4. Er war Professor an der dortigen Akademie und Mitglied der 1896 gegründeten Künstlervereinigung Luitpold-Gruppe.
1907 bis 1910 leitete er die Ausstattungsabteilung am Wiener Burgtheater. Frank war verheiratet mit Adélaide von Löwenstern (23. Oktober 1868 Oberalm bei Salzburg – 15. Dezember 1955 ebenda)
Er unternahm zahlreiche Reisen, meist in Küstenregionen, zum Beispiel nach Sylt, an die Adria und nach England.

## Werk
Er malte zunächst naturalistisch, später war er vom Jugendstil und vom Expressionismus beeinflusst. Sein Thema war die Landschaft, oft bereichert von Architektur, am liebsten aber malte er Küstenszenen mit Meer und Schiffen.
Franks Bilder wurden ausgestellt unter anderem im Münchener Glaspalast, in Berlin, Dresden, Düsseldorf, Prag und Wien. Außerdem arbeitete er im Kunstgewerbe (z. B. Teppiche) und als Architekt (unter anderem Ausbauten der Villa Schloss Höhenroth in Grafrath). Frank verstand sich meisterhaft auf die Darstellung bewegten Wassers. Populär wurde er durch Postkartenserien, so zum Beispiel von der Umgebung von Triest.